# Wharton Jackson Green

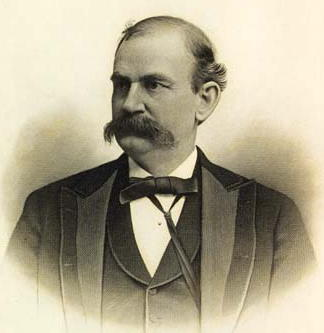
Wharton Jackson Green

Wharton Jackson Green (* 28. Februar 1831 in Saint Marks, Wakulla County, Florida; † 6. August 1910 bei Fayetteville, North Carolina) war ein US-amerikanischer Politiker. Zwischen 1883 und 1887 vertrat er den Bundesstaat North Carolina im US-Repräsentantenhaus.

## Werdegang
Wharton Green war ein Enkel des Kongressabgeordneten und US-Senators Jesse Wharton (1782–1833) aus Tennessee und ein Cousin von US-Senator Matt Whitaker Ransom (1826–1904) aus North Carolina. Er wurde zunächst privat erzogen und besuchte dann das Georgetown College sowie die Lovejoy’s Academy in Raleigh. Anschließend absolvierte er die US-Militärakademie in West Point. Nach einem anschließenden Jurastudium an der University of Virginia in Charlottesville und der Cumberland University in Lebanon (Tennessee) sowie seiner 1854 erfolgten Zulassung als Rechtsanwalt begann er in der Bundeshauptstadt Washington, D.C. in seinem neuen Beruf zu arbeiten. Seit 1859 war er im Warren County in der Landwirtschaft tätig.
Während des Bürgerkrieges war Green Oberstleutnant im Heer der Konföderation. Während der Schlacht von Gettysburg wurde er verwundet und geriet anschließend in Kriegsgefangenschaft. Nach dem Krieg ließ er sich in der Nähe von Fayetteville nieder, wo er ein Weingut bewirtschaftete. Politisch wurde Green Mitglied der Demokratischen Partei, deren Democratic National Conventions er in den Jahren 1868, 1872, 1876 und 1888 als Delegierter besuchte. In North Carolina wurde er der erste Präsident der Veteranenvereinigung Society of Confederate Soldiers and Sailors.
Bei den Kongresswahlen des Jahres 1882 wurde Green im dritten Wahlbezirk von North Carolina in das US-Repräsentantenhaus in Washington gewählt, wo er am 4. März 1883 die Nachfolge des zwischenzeitlich verstorbenen John Williams Shackelford antrat. Nach einer Wiederwahl konnte er bis zum 3. März 1887 zwei Legislaturperioden im Kongress absolvieren. Im Jahr 1886 wurde er von seiner Partei nicht zur Wiederwahl nominiert. Nach seinem Ausscheiden aus dem US-Repräsentantenhaus widmete sich Wharton Green wieder seinem Weingut. Außerdem wurde er literarisch tätig. Er starb am 6. August 1910 auf seinem Anwesen nahe Fayetteville.